# Newtown Creek

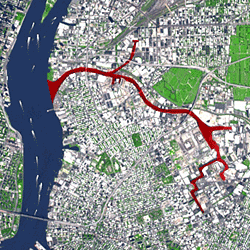
Newtown Creek en zijrivieren rood ingekleurd op een luchtfoto

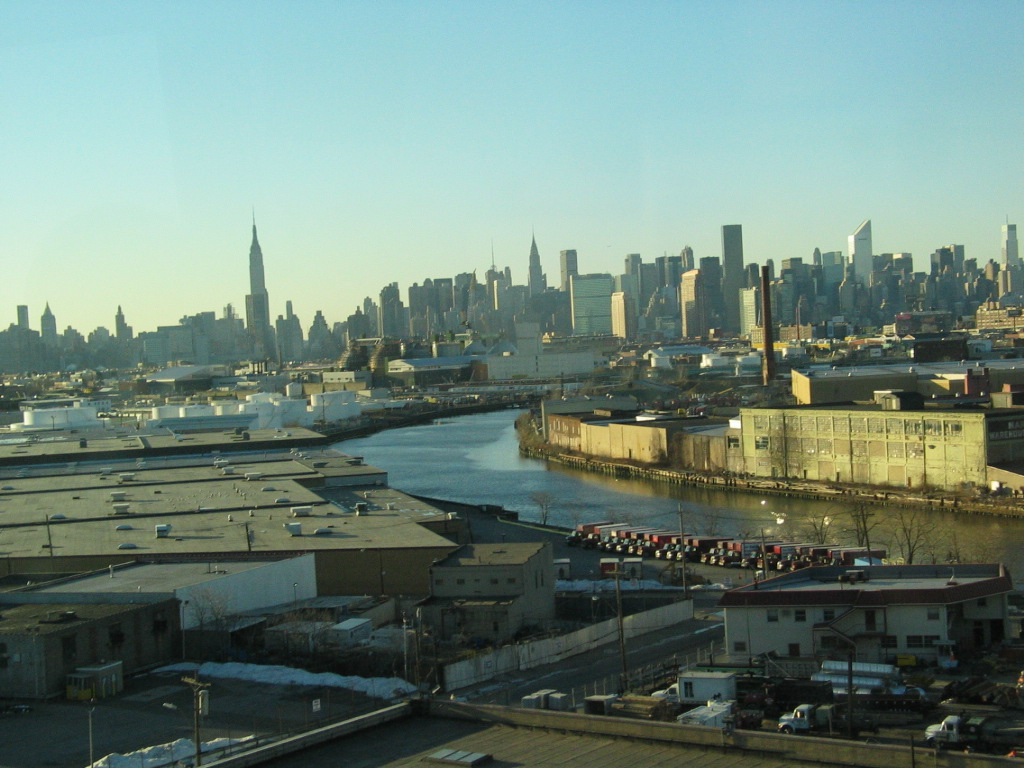
Newtown Creek in de industriële zones van Long Island City en Greenpoint

Newtown Creek is een 6 kilometer lange zijrivier van de East River in de Amerikaanse staat New York. Newton Creek ontspringt op Long Island en vormt een estuarium dat tevens de grens werd tussen de boroughs Brooklyn en Queens van de stad New York. De zijriviertjes van Newtown Creek zijn Dutch Kills, Whale Creek, Maspeth Creek en English Kills.
De kanalisatie van het wateroppervlak en het gebruik als onderdeel van de haven van New York en New Jersey maakte het tot een van de meest gebruikte waterlichamen in de haven en daarmee een van de meest vervuilde industriële locaties in de VS, met een doorheen vele jaren opgebouwde dumping van afgedankte toxines, naar schatting 110 miljoen liter gemorste olie, met inbegrip van de olievlek van Green Point, ruw rioolwater uit het rioolsysteem van New York, en andere afvalaccumulatie van een totaal van bijna 1.500 omliggende industriële sites in de wijken Long Island City (Queens) op de noordoever en Greenpoint (Brooklyn) op de zuidoever.
Newtown Creek en zijn eveneens vervuilde zijriviertjes werden in september 2009 naar voren geschoven als een potentiële kandidaat voor financiering als Superfund site wat een schoonmaak mee zou kunnen financieren. De erkenning als Superfund site volgde op 27 september 2010.